# Del Mar Financial Partners Inc. Open 2012
Il Del Mar Financial Partners Inc. Open 2012 è stato un torneo di tennis facente parte della categoria ITF Women's Circuit nell'ambito dell'ITF Women's Circuit 2012. Il torneo si è giocato a Rancho Santa Fe negli Stati Uniti dal 30 gennaio al 5 febbraio 2012 su campi in cemento e aveva un montepremi di $25,000.

## Vincitori

### Singolare
Julia Boserup ha battuto in finale  Lauren Davis per 6-0, 6-3

### Doppio
Maria Sanchez /  Yasmin Schnack hanno battuto in finale  Iryna Burjačok /  Elizaveta Ianchuk per 7–6(4), 4-6, [10-8]